# دوت جيرمان
دوت جيرمان (بالإنجليزية: Dot Germain)‏ هي لاعبة غولف أمريكية، ولدت في 21 مايو 1947.

## وصلات خارجية
- دوت جيرمان على موقع رابطة لاعبات الغولف المحترفات (الإنجليزية)